# Atletismo nos Jogos Pan-Americanos de 2023 - Qualificação
A seguir está o sistema de qualificação e as nações classificadas aos competições de Atletismo nos Jogos Pan-Americanos de 2023, a ser realizada em Santiago, no Chile.

## Sistema de qualificação
Um total de 778 atletas se classificarão para competir. Cada CON pode inscrever no máximo dois atletas em cada evento individual e uma equipe por evento de revezamento. Cada evento tem um número máximo de competidores e um padrão mínimo de desempenho. O Chile, como nação sede, recebe uma vaga automática de atleta por evento, caso ninguém se qualifique para o respectivo evento.
O vencedor de cada evento individual (mais as duas melhores equipes de revezamento por evento), de quatro torneios regionais de qualificação automaticamente qualificado com o padrão (mesmo que não seja alcançado). Se uma cota de evento não for preenchida, os atletas serão convidados até que o número máximo por evento seja atingido.
Aos revezamentos, cada CON pode inscrever apenas dois competidores de revezamento para participar. Os demais integrantes de cada equipe de revezamento devem estar inscritos em prova individual.
Padrões de qualificação devem ser alcançados entre 1º de janeiro de 2018 e 18 de setembro de 2023.

## Linha do tempo da qualificação
| Eventos                                       | Data                     | Local                     |
| --------------------------------------------- | ------------------------ | ------------------------- |
| Campeonato da NACAC de Atletismo de 2022      | 19–21 de Agosto de 2022  | Freeport, Bahamas         |
| Atletismo nos Jogos Sul-Americanos de 2022    | 12–15 de Outubro de 2022 | Asunción, Paraguai        |
| Jogos Centro-Americanos e do Caribe de 2023   | 8–23 de Julho 2023       | San Salvador, El Salvador |
| Campeonato Sul-Americano de Atletismo de 2023 | 28-30 de Julho 2023      | São Paulo, Brasil         |

## Eventos de pista

### Eventos de pista masculino

#### 100 m masculino
Os padrões de qualificação excluem marcas indoor ou corridas com vento acima de 2,0 m/s. Número de inscritos: 24 atletas
| Forma de qualificação                         | Nº de atletas | Atletas qualificados  |
| --------------------------------------------- | ------------- | --------------------- |
| Jogos Pan-Americanos Júnior de 2021           | 1             | BRA Erik Cardoso      |
| Campeonato da NACAC de Atletismo de 2022      | 1             | JAM Ackeem Blake      |
| Jogos Sul-Americanos de 2022                  | 1             | ARG Franco Florio     |
| Jogos Centro-Americanos e do Caribe de 2023   | 1             | GUY Emanuel Archibald |
| Campeonato Sul-Americano de Atletismo de 2023 | 1             | SUR Asinga Issamade   |
| Classificação Pan-Americana                   | 19            |                       |
| Total                                         | 24            |                       |

#### 200 m masculino
Número de inscritos: 24 atletas
| Forma de qualificação                         | Nº de atletas | Atletas qualificados   |
| --------------------------------------------- | ------------- | ---------------------- |
| Jogos Pan-Americanos Júnior de 2021           | 1             | ECU Anderson Marquinez |
| Campeonato da NACAC de Atletismo de 2022      | 1             | JAM Andrew Hudson      |
| Jogos Sul-Americanos de 2022                  | 1             | BRA Lucas Rodrigues    |
| Jogos Centro-Americanos e do Caribe de 2023   | 1             | DOM Alexander Ogando   |
| Campeonato Sul-Americano de Atletismo de 2023 | 1             | SUR Asinga Issamade    |
| Classificação Pan-Americana                   | 19            |                        |
| Total                                         | 24            |                        |

#### 400 m masculino
Número de inscritos: 14 atletas
| Forma de qualificação                         | Nº de atletas | Atletas qualificados   |
| --------------------------------------------- | ------------- | ---------------------- |
| Jogos Pan-Americanos Júnior de 2021           | 1             | MEX Luis Avilés        |
| Campeonato da NACAC de Atletismo de 2022      | 1             | JAM Christopher Taylor |
| Jogos Sul-Americanos de 2022                  | 1             | ARG Elián Larregina    |
| Jogos Centro-Americanos e do Caribe de 2023   | 1             | TTO Jereem Richards    |
| Campeonato Sul-Americano de Atletismo de 2023 | 1             | COL Anthony de La Cruz |
| Classificação Pan-Americana                   | 13            |                        |
| Total                                         | 18            |                        |

#### 800 m masculino
Quantidade de entrada: 18 atletas
| Forma de qualificação                         | Nº de atletas | Atletas qualificados |
| --------------------------------------------- | ------------- | -------------------- |
| Jogos Pan-Americanos Júnior de 2021           | 1             | VEN Ryan López       |
| Campeonato da NACAC de Atletismo de 2022      | 1             | USA Jonah Koech      |
| Jogos Sul-Americanos de 2022                  | 1             | PAN Chamar Chambers  |
| Jogos Centro-Americanos e do Caribe de 2023   | 1             | SVG Handal Roban     |
| Campeonato Sul-Americano de Atletismo de 2023 | 1             | BRA Eduardo Moreira  |
| Classificação Pan-Americana                   | 13            |                      |
| Total                                         | 18            |                      |

#### 1500 m masculino
Quantidade de entrada: 13 atletas
| Forma de qualificação                         | Nº de atletas | Atletas qualificados  |
| --------------------------------------------- | ------------- | --------------------- |
| Jogos Pan-Americanos Júnior de 2021           | 1             | CRC Juan Diego Castro |
| Campeonato da NACAC de Atletismo de 2022      | 1             | USA Eric Holt         |
| Jogos Sul-Americanos de 2022                  | 1             | ARG Federico Bruno    |
| Jogos Centro-Americanos e do Caribe de 2023   | 1             | MEX Fernando Martínez |
| Campeonato Sul-Americano de Atletismo de 2023 | 1             | ARG Diego Lacamoire   |
| Classificação Pan-Americana                   | 8             |                       |
| Total                                         | 13            |                       |

#### 5000 m masculino
Quantidade de entrada: 13 atletas
| Forma de qualificação                         | Nº de atletas | Atletas qualificados   |
| --------------------------------------------- | ------------- | ---------------------- |
| Jogos Pan-Americanos Júnior de 2021           | 1             | BOL David Ninavia      |
| Campeonato da NACAC de Atletismo de 2022      | 1             | USA Woody Kincaid      |
| Jogos Sul-Americanos de 2022                  | 1             | ARG Federico Bruno     |
| Jogos Centro-Americanos e do Caribe de 2023   | 1             | PUR Héctor Pagán Ortiz |
| Campeonato Sul-Americano de Atletismo de 2023 | 1             | URU Valentin Soca      |
| Classificação Pan-Americana                   | 8             |                        |
| Total                                         | 13            |                        |

#### 10 000 m masculino
Quantidade de entrada: 13 atletas
| Forma de qualificação                         | Nº de atletas | Atletas qualificados  |
| --------------------------------------------- | ------------- | --------------------- |
| Jogos Pan-Americanos Júnior de 2021           | 1             | PUR Hector Pagan      |
| Campeonato da NACAC de Atletismo de 2022      | 1             | USA Sean McGorty      |
| Jogos Sul-Americanos de 2022                  | 1             | CHI Carlos Díaz       |
| Jogos Centro-Americanos e do Caribe de 2023   | 1             | MEX Victor Zambrano   |
| Campeonato Sul-Americano de Atletismo de 2023 | 1             | CHI Ignacio Velasquez |
| Classificação Pan-Americana                   | 8             |                       |
| Total                                         | 13            |                       |

#### 110 m com barreiras masculino
Quantidade de entrada: 18 atletas
| Forma de qualificação                         | Nº de atletas | Atletas qualificados   |
| --------------------------------------------- | ------------- | ---------------------- |
| Jogos Pan-Americanos Júnior de 2021           | 1             | ECU Marcos Herrera     |
| Campeonato da NACAC de Atletismo de 2022      | 1             | USA Freddie Crittenden |
| Jogos Sul-Americanos de 2022                  | 1             | BRA Eduardo de Deus    |
| Jogos Centro-Americanos e do Caribe de 2023   | 1             | BAR Shane Brathwaite   |
| Campeonato Sul-Americano de Atletismo de 2023 | 1             | COL Brayan Duque       |
| Classificação Pan-Americana                   | 13            |                        |
| Total                                         | 18            |                        |

#### 400 m com barreiras masculino
Quantidade de entrada: 18 atletas
| Forma de qualificação                         | Nº de atletas | Atletas qualificados |
| --------------------------------------------- | ------------- | -------------------- |
| Jogos Pan-Americanos Júnior de 2021           | 1             | CUB Yoao Illas       |
| Campeonato da NACAC de Atletismo de 2022      | 1             | IVB Kyron McMaster   |
| Jogos Sul-Americanos de 2022                  | 1             | COL Fanor Escobar    |
| Jogos Centro-Americanos e do Caribe de 2023   | 1             | ESA Pablo Ibáñez     |
| Campeonato Sul-Americano de Atletismo de 2023 | 1             | BRA Matheus Lima     |
| Classificação Pan-Americana                   | 13            |                      |
| Total                                         | 18            |                      |

#### 3000 m com barreiras masculino
Quantidade de entrada: 13 atletas
| Forma de qualificação                         | Nº de atletas | Atletas qualificados        |
| --------------------------------------------- | ------------- | --------------------------- |
| Jogos Pan-Americanos Júnior de 2021           | 1             | PER Julio Palomino          |
| Campeonato da NACAC de Atletismo de 2022      | 1             | USA Evan Jager              |
| Jogos Sul-Americanos de 2022                  | 1             | COL Gerard Giraldo          |
| Jogos Centro-Americanos e do Caribe de 2023   | 1             | COL Carlos San Martín       |
| Campeonato Sul-Americano de Atletismo de 2023 | 1             | ARG Gualberto Marcos Molina |
| Classificação Pan-Americana                   | 8             |                             |
| Total                                         | 13            |                             |

### Eventos de pista femininos

#### 100 m feminino
Quantidade de entrada: 24 atletas
| Forma de qualificação                         | Nº de atletas | Atletas qualificadas       |
| --------------------------------------------- | ------------- | -------------------------- |
| Jogos Pan-Americanos Júnior de 2021           | 1             | ECU Gabriela Suárez        |
| Campeonato da NACAC de Atletismo de 2022      | 1             | JAM Shericka Jackson       |
| Jogos Sul-Americanos de 2022                  | 1             | BRA Ana Azevedo            |
| Jogos Centro-Americanos e do Caribe de 2023   | 1             | LCA Julien Alfred          |
| Campeonato Sul-Americano de Atletismo de 2023 | 1             | BRA Vitoria Cristina Silva |
| Classificação Pan-Americana                   | 19            |                            |
| Total                                         | 24            |                            |

#### 200 m feminino
Quantidade de entrada: 24 atletas
| Forma de qualificação                         | Nº de atletas | Atletas qualificadas  |
| --------------------------------------------- | ------------- | --------------------- |
| Jogos Pan-Americanos Júnior de 2021           | 1 0           | ECU Gabriela Suárez   |
| Campeonato da NACAC de Atletismo de 2022      | 1             | USA Brittany Brown    |
| Jogos Sul-Americanos de 2022                  | 0             | -                     |
| Jogos Centro-Americanos e do Caribe de 2023   | 1             | JAM Yanique Dayle     |
| Campeonato Sul-Americano de Atletismo de 2023 | 1             | ECU Nicole Dayci Arce |
| Classificação Pan-Americana                   | 20            |                       |
| Total                                         | 24            |                       |

#### 400 m feminino
Quantidade de entrada: 18 atletas
| Forma de qualificação                         | Nº de atletas | Atletas qualificadas    |
| --------------------------------------------- | ------------- | ----------------------- |
| Jogos Pan-Americanos Júnior de 2021           | 1             | DOM Fiordaliza Cofil    |
| Campeonato da NACAC de Atletismo de 2022      | 1             | BAH Shaunae Miller-Uibo |
| Jogos Sul-Americanos de 2022                  | 1             | COL Evelis Aguilar      |
| Jogos Centro-Americanos e do Caribe de 2023   | 1             | DOM Marileidy Paulino   |
| Campeonato Sul-Americano de Atletismo de 2023 | 1             | CHI Martina Weil        |
| Classificação Pan-Americana                   | 13            |                         |
| Total                                         | 18            |                         |

#### 800 m feminino
Quantidade de entrada: 18 atletas
| Forma de qualificação                         | Nº de atletas | Atletas qualificadas     |
| --------------------------------------------- | ------------- | ------------------------ |
| Jogos Pan-Americanos Júnior de 2021           | 1             | CUB Daily Cooper         |
| Campeonato da NACAC de Atletismo de 2022      | 1             | USA Ajeé Wilson          |
| Jogos Sul-Americanos de 2022                  | 1             | URU Déborah Rodríguez    |
| Jogos Centro-Americanos e do Caribe de 2023   | 1             | CUB Rose Mary Almanza    |
| Campeonato Sul-Americano de Atletismo de 2023 | 1             | BRA Flavia Maria de Lima |
| Classificação Pan-Americana                   | 13            |                          |
| Total                                         | 18            |                          |

#### 1500 m feminino
Quantidade de entrada: 13 atletas
| Forma de qualificação                         | Nº de atletas | Atletas qualificadas       |
| --------------------------------------------- | ------------- | -------------------------- |
| Jogos Pan-Americanos Júnior de 2021           | 1             | MEX Anahí Álvarez          |
| Campeonato da NACAC de Atletismo de 2022      | 1             | USA Heather Maclean        |
| Jogos Sul-Americanos de 2022                  | 1             | ARG Fedra Luna             |
| Jogos Centro-Americanos e do Caribe de 2023   | 1             | VEN Joselyn Brea           |
| Campeonato Sul-Americano de Atletismo de 2023 | 1             | BRA July Ferreira da Silva |
| Classificação Pan-Americana                   | 8             |                            |
| Total                                         | 13            |                            |

#### 5000 m feminino
Quantidade de entrada: 13 atletas
| Forma de qualificação                         | Nº de atletas | Atletas qualificadas |
| --------------------------------------------- | ------------- | -------------------- |
| Jogos Pan-Americanos Júnior de 2021           | 1 0           | MEX Anahí Álvarez    |
| Campeonato da NACAC de Atletismo de 2022      | 1             | USA Natosha Rogers   |
| Jogos Sul-Americanos de 2022                  | 1             | ARG Fedra Luna       |
| Jogos Centro-Americanos e do Caribe de 2023   | 1             | VEN Joselyn Brea     |
| Campeonato Sul-Americano de Atletismo de 2023 | 1             | PER Lizaida Valdivia |
| Classificação Pan-Americana                   | 8             |                      |
| Total                                         | 13            |                      |

#### 10 000 m feminino
Quantidade de entrada: 13 atletas
| Forma de qualificação                         | Nº de atletas | Atletas qualificadas    |
| --------------------------------------------- | ------------- | ----------------------- |
| Jogos Pan-Americanos Júnior de 2021           | 1             | PER Sofia Isabel Mamani |
| Campeonato da NACAC de Atletismo de 2022      | 1             | USA Stephanie Bruce     |
| Jogos Sul-Americanos de 2022                  | 1             | ARG Florencia Borelli   |
| Jogos Centro-Americanos e do Caribe de 2023   | 1             | MEX Laura Galván        |
| Campeonato Sul-Americano de Atletismo de 2023 | 1             | PER Luz Mery Rojas      |
| Classificação Pan-Americana                   | 8             |                         |
| Total                                         | 13            |                         |

#### 100 m com barreiras feminino
Não inclui marcas indoor.
Quantidade de entrada: 18 atletas
| Forma de qualificação                         | Nº de atletas | Atletas qualificadas      |
| --------------------------------------------- | ------------- | ------------------------- |
| Jogos Pan-Americanos Júnior de 2021           | 1             | CUB Greisys Roble         |
| Campeonato da NACAC de Atletismo de 2022      | 1             | USA Alaysha Johnson       |
| Jogos Sul-Americanos de 2022                  | 1             | VEN Yoveinny Mota         |
| Jogos Centro-Americanos e do Caribe de 2023   | 1             | PUR Jasmine Camacho-Quinn |
| Campeonato Sul-Americano de Atletismo de 2023 | 1             | BRA Caroline de Melo      |
| Classificação Pan-Americana                   | 13            |                           |
| Total                                         | 18            |                           |

#### 400 m com barreiras feminino
Quantidade de entrada: 18 atletas
| Forma de qualificação                         | Nº de atletas | Atletas qualificadas   |
| --------------------------------------------- | ------------- | ---------------------- |
| Jogos Pan-Americanos Júnior de 2021           | 1             | BRA Chayenne da Silva  |
| Campeonato da NACAC de Atletismo de 2022      | 1             | JAM Shiann Salmon      |
| Jogos Sul-Americanos de 2022                  | 1             | COL Valeria Cabezas    |
| Jogos Centro-Americanos e do Caribe de 2023   | 1             | CUB Zurian Hechavarría |
| Campeonato Sul-Americano de Atletismo de 2023 | 1             | BRA Bianca dos Santos  |
| Classificação Pan-Americana                   | 13            |                        |
| Total                                         | 18            |                        |

#### 3000 m com barreiras feminino
Quantidade de entrada: 13 atletas
| Forma de qualificação                         | Nº de atletas | Atletas qualificadas        |
| --------------------------------------------- | ------------- | --------------------------- |
| Jogos Pan-Americanos Júnior de 2021           | 1             | BRA Mirelle da Silva        |
| Campeonato da NACAC de Atletismo de 2022      | 1             | USA Gabrielle Jennings      |
| Jogos Sul-Americanos de 2022                  | 1             | ARG Belén Casetta           |
| Jogos Centro-Americanos e do Caribe de 2023   | 1             | PUR Alondra Negron Texidor  |
| Campeonato Sul-Americano de Atletismo de 2023 | 1             | BRA Tatiane Raquel da Silva |
| Classificação Pan-Americana                   | 8             |                             |
| Total                                         | 13            |                             |

## Eventos de estrada

### Eventos de estrada masculino

#### Maratona masculina
Quantidade de entrada: 21 atletas
| Forma de qualificação                         | Nº de atletas | Atletas qualificados   |
| --------------------------------------------- | ------------- | ---------------------- |
| Campeonato da NACAC de Atletismo de 2022      | 0             | -                      |
| Jogos Sul-Americanos de 2022                  | 1             | ECU Christian Vascónez |
| Jogos Centro-Americanos e do Caribe de 2023   | 1             |                        |
| Campeonato Sul-Americano de Atletismo de 2023 | 1             |                        |
| Classificação Pan-Americana                   | 18            |                        |
| Total                                         | 21            |                        |

#### Marcha atlética 20 km masculina
Quantidade de entrada: 17 atletas
| Forma de qualificação                         | Nº de atletas | Atletas qualificados    |
| --------------------------------------------- | ------------- | ----------------------- |
| Jogos Pan-Americanos Júnior de 2021           | 1             | ECU David Hurtado       |
| Campeonato da NACAC de Atletismo de 2022      | 1             | GUA José Eduardo Flores |
| Jogos Sul-Americanos de 2022                  | 1             | ECU Brian Pintado       |
| Jogos Centro-Americanos e do Caribe de 2023   | 1             | MEX José Luis Doutor    |
| Campeonato Sul-Americano de Atletismo de 2023 | 1             | PER Luis Henry Campos   |
|                                               | 8             |                         |
| Total                                         | 13            |                         |

### Eventos de estada feminina

#### Maratona feminina
Quantidade de entrada: 21 atletas
| Forma de qualificação                         | Nº de atletas | Atletas qualificadas |
| --------------------------------------------- | ------------- | -------------------- |
| Campeonato da NACAC de Atletismo de 2022      | 0             | -                    |
| Jogos Sul-Americanos de 2022                  | 1             | ECU Rosa Chacha      |
| Jogos Centro-Americanos e do Caribe de 2023   | 1             |                      |
| Campeonato Sul-Americano de Atletismo de 2023 | 1             |                      |
| Classificação Pan-Americana                   | 18            |                      |
| Total                                         | 21            |                      |

#### Marcha atlética 20 km feminina
Quantidade de entrada: 17 atletas
| Forma de qualificação                         | Nº de atletas | Atletas qualificadas   |
| --------------------------------------------- | ------------- | ---------------------- |
| Jogos Pan-Americanos Júnior de 2021           | 1             | ECU Glenda Morejón     |
| Campeonato da NACAC de Atletismo de 2022      | 1             | GUA Mirna Sucely Ortiz |
| Jogos Sul-Americanos de 2022                  | 0             | -                      |
| Jogos Centro-Americanos e do Caribe de 2023   | 1             | MEX Alejandra Ortega   |
| Campeonato Sul-Americano de Atletismo de 2023 | 1             | PER Mary Luz Andia     |
| Classificação Pan-Americana                   | 13            |                        |
| Total                                         | 17            |                        |

## Eventos de campo

### Eventos de campo masculino

#### Salto em altura masculino
Quantidade de entrada: 12 atletas
| Forma de qualificação                         | Nº de atletas | Atletas qualificados             |
| --------------------------------------------- | ------------- | -------------------------------- |
| Jogos Pan-Americanos Júnior de 2021           | 1             | MEX Erick Portillo               |
| Campeonato da NACAC de Atletismo de 2022      | 1             | CUB Luis Enrique Zayas Hernandez |
| Jogos Sul-Americanos de 2022                  | 1             | BRA Thiago Moura                 |
| Jogos Centro-Americanos e do Caribe de 2023   | 1             | PUR Luis Castro                  |
| Campeonato Sul-Americano de Atletismo de 2023 | 1             | ARG Carlos Layoy                 |
| Classificação Pan-Americana                   | 7             |                                  |
| Total                                         | 12            |                                  |

#### Salto com vara masculino
Quantidade de entrada: 12 atletas
| Forma de qualificação                         | Nº de atletas | Atletas qualificados         |
| --------------------------------------------- | ------------- | ---------------------------- |
| Jogos Pan-Americanos Júnior de 2021           | 1             | ECU Dyander Pacho            |
| Campeonato da NACAC de Atletismo de 2022      | 1             | CUB Eduardo Nápoles Banderas |
| Jogos Sul-Americanos de 2022                  | 1             | ARG Germán Chiaraviglio      |
| Jogos Centro-Americanos e do Caribe de 2023   | 1             | MEX Jorge Luna               |
| Campeonato Sul-Americano de Atletismo de 2023 | 1             | ECU Dyander Velez            |
| Classificação Pan-Americana                   | 7             |                              |
| Total                                         | 12            |                              |

#### Salto em distância masculino
Quantidade de entrada: 12 atletas
| Forma de qualificação                         | Nº de atletas | Atletas qualificados          |
| --------------------------------------------- | ------------- | ----------------------------- |
| Jogos Pan-Americanos Júnior de 2021           | 1             | CUB Maikel Vidal              |
| Campeonato da NACAC de Atletismo de 2022      | 1             | USA William Williams          |
| Jogos Sul-Americanos de 2022                  | 1             | PER José Luis Mandros         |
| Jogos Centro-Americanos e do Caribe de 2023   | 1             | CUB Alejandro Parada          |
| Campeonato Sul-Americano de Atletismo de 2023 | 1             | BRA Lucas Cerqueira Catanhede |
| Classificação Pan-Americana                   | 7             |                               |
| Total                                         | 12            |                               |

#### Salto triplo masculino
Quantidade de entrada: 12 atletas
| Forma de qualificação                         | Nº de atletas | Atletas qualificados       |
| --------------------------------------------- | ------------- | -------------------------- |
| Jogos Pan-Americanos Júnior de 2021           | 1             | CUB Andy Hechavarría       |
| Campeonato da NACAC de Atletismo de 2022      | 1             | USA Chris Benard           |
| Jogos Sul-Americanos de 2022                  | 1             | VEN Leodan Torrealba       |
| Jogos Centro-Americanos e do Caribe de 2023   | 1             | CUB Lázaro Martínez        |
| Campeonato Sul-Americano de Atletismo de 2023 | 1             | BRA Almir Cunha dos Santos |
| Classificação Pan-Americana                   | 7             |                            |
| Total                                         | 12            |                            |

#### Lançamento de disco masculino
Quantidade de entrada: 12 atletas
| Forma de qualificação                         | Nº de atletas | Atletas qualificados |
| --------------------------------------------- | ------------- | -------------------- |
| Jogos Pan-Americanos Júnior de 2021           | 1             | ARG Nazareno Sasia   |
| Campeonato da NACAC de Atletismo de 2022      | 1             | USA Roger Steen      |
| Jogos Sul-Americanos de 2022                  | 1             | BRA Welington Morais |
| Jogos Centro-Americanos e do Caribe de 2023   | 1             | CUB Mario Diaz       |
| Campeonato Sul-Americano de Atletismo de 2023 | 1             | CHI Claudio Romero   |
| Classificação Pan-Americana                   | 7             |                      |
| Total                                         | 12            |                      |

#### Lançamento de martelo masculino
Quantidade de entrada: 12 atletas
| Qualification standard                        | No. of atletas | Qualified athlete     |
| --------------------------------------------- | -------------- | --------------------- |
| Jogos Pan-Americanos Júnior de 2021           | 1              | CHI Lucas Nervi       |
| Campeonato da NACAC de Atletismo de 2022      | 1              | JAM Traves Smikle     |
| Jogos Sul-Americanos de 2022                  | 1              | CHI Claudio Romero    |
| Jogos Centro-Americanos e do Caribe de 2023   | 1              | PUR Jerome Vega       |
| Campeonato Sul-Americano de Atletismo de 2023 | 1              | CHI Humberto Mansilla |
| Classificação Pan-Americana                   | 7              |                       |
| Total                                         | 12             |                       |

#### Lançamento de dardo masculino
Quantidade de entrada: 12 atletas
| Qualification standard                        | No. of atletas | Qualified athlete            |
| --------------------------------------------- | -------------- | ---------------------------- |
| Jogos Pan-Americanos Júnior de 2021           | 1              | BRA Alencar Pereira          |
| Campeonato da NACAC de Atletismo de 2022      | 1              | USA Rudy Winkler             |
| Jogos Sul-Americanos de 2022                  | 1              | CHI Gabriel Kehr             |
| Jogos Centro-Americanos e do Caribe de 2023   | 1              | TTO Keshorn Walcott          |
| Campeonato Sul-Americano de Atletismo de 2023 | 1              | BRA Pedro Henrique Rodrigues |
| Classificação Pan-Americana                   | 7              |                              |
| Total                                         | 12             |                              |

#### Men's javelin throw
Quantidade de entrada: 12 atletas
| Qualification standard                        | No. of atletas | Qualified athlete            |
| --------------------------------------------- | -------------- | ---------------------------- |
| Jogos Pan-Americanos Júnior de 2021           | 1              | BRA Pedro Henrique Rodrigues |
| Campeonato da NACAC de Atletismo de 2022      | 1              | USA Curtis Thompson          |
| Jogos Sul-Americanos de 2022                  | 1              | BRA Luiz Maurício da Silva   |
| Jogos Centro-Americanos e do Caribe de 2023   | 1              |                              |
| Campeonato Sul-Americano de Atletismo de 2023 | 1              |                              |
| Classificação Pan-Americana                   | 7              |                              |
| Total                                         | 12             |                              |

### Eventos de campo feminino

#### Salto em altura feminino
Quantidade de entrada: 12 atletas
| Qualification standard                        | No. of atletas | Qualified athlete       |
| --------------------------------------------- | -------------- | ----------------------- |
| Jogos Pan-Americanos Júnior de 2021           | 1              | COL Jennifer Rodríguez  |
| Campeonato da NACAC de Atletismo de 2022      | 1              | USA Vashti Cunningham   |
| Jogos Sul-Americanos de 2022                  | 1              | BRA Valdileia Martins   |
| Jogos Centro-Americanos e do Caribe de 2023   | 1              | DOM Marysabel Senyu     |
| Campeonato Sul-Americano de Atletismo de 2023 | 1              | COL Maria Isabel Angulo |
| Classificação Pan-Americana                   | 7              |                         |
| Total                                         | 12             |                         |

#### Salto com vara feminino
Quantidade de entrada: 12 atletas
| Qualification standard                        | No. of atletas | Qualified athlete     |
| --------------------------------------------- | -------------- | --------------------- |
| Jogos Pan-Americanos Júnior de 2021           | 1              | BRA Isabel de Quadros |
| Campeonato da NACAC de Atletismo de 2022      | 1              | USA Alina McDonald    |
| Jogos Sul-Americanos de 2022                  | 1              | VEN Robeilys Peinado  |
| Jogos Centro-Americanos e do Caribe de 2023   | 1              |                       |
| Campeonato Sul-Americano de Atletismo de 2023 | 1              | BRA Juliana de Menis  |
| Classificação Pan-Americana                   | 7              |                       |
| Total                                         | 12             |                       |

#### Salto em distância feminino
Quantidade de entrada: 12 atletas
| Forma de qualificação                         | Nº de atletas | Atletas qualificadas        |
| --------------------------------------------- | ------------- | --------------------------- |
| Jogos Pan-Americanos Júnior de 2021           | 1             | PUR Paola Fernández         |
| Campeonato da NACAC de Atletismo de 2022      | 1             | USA Quanesha Burks          |
| Jogos Sul-Americanos de 2022                  | 1             | BRA Leticia Oro Melo        |
| Jogos Centro-Americanos e do Caribe de 2023   | 1             | COL Natália Linares         |
| Campeonato Sul-Americano de Atletismo de 2023 | 1             | BRA Juliana De Menis Campos |
| Classificação Pan-Americana                   | 7             |                             |
| Total                                         | 12            |                             |

#### Salto triplo feminino
Quantidade de entrada: 12 atletas
| Forma de qualificação                         | Nº de atletas | Atletas qualificadas          |
| --------------------------------------------- | ------------- | ----------------------------- |
| Jogos Pan-Americanos Júnior de 2021           | 1             | CUB Leyanis Pérez             |
| Campeonato da NACAC de Atletismo de 2022      | 1             | DMA Thea LaFond               |
| Jogos Sul-Americanos de 2022                  | 1             | BRA Gabriele dos Santos       |
| Jogos Centro-Americanos e do Caribe de 2023   | 1             | VEN Yulimar Rojas             |
| Campeonato Sul-Americano de Atletismo de 2023 | 1             | COL Estrella Marina Contreras |
| Classificação Pan-Americana                   | 7             |                               |
| Total                                         | 12            |                               |

#### Arremesso de peso feminino
Quantidade de entrada: 12 atletas
| Forma de qualificação                         | Nº de atletas | Atletas qualificadas |
| --------------------------------------------- | ------------- | -------------------- |
| Jogos Pan-Americanos Júnior de 2021           | 1             | DOM Rosa Ramírez     |
| Campeonato da NACAC de Atletismo de 2022      | 1             | CAN Sarah Mitton     |
| Jogos Sul-Americanos de 2022                  | 1             | CHI Natalia Duco     |
| Jogos Centro-Americanos e do Caribe de 2023   | 1             | DOM Rosa Ramirez     |
| Campeonato Sul-Americano de Atletismo de 2023 | 1             | CHI Ivana Gallardo   |
| Classificação Pan-Americana                   | 7             |                      |
| Total                                         | 12            |                      |

#### Lançamento de disco feminino
Quantidade de entrada: 12 atletas
| Forma de qualificação                         | Nº de atletas | Atletas qualificadas         |
| --------------------------------------------- | ------------- | ---------------------------- |
| Jogos Pan-Americanos Júnior de 2021           | 1             | CUB Silinda Morales          |
| Campeonato da NACAC de Atletismo de 2022      | 1             | USA Laulauga Tausaga-Collins |
| Jogos Sul-Americanos de 2022                  | 1             | BRA Izabela da Silva         |
| Jogos Centro-Americanos e do Caribe de 2023   | 1             | CUB Silinda Morales          |
| Campeonato Sul-Americano de Atletismo de 2023 | 1             | CHI Karen Gallardo           |
| Classificação Pan-Americana                   | 7             |                              |
| Total                                         | 12            |                              |

#### Lançamento de martelo feminino
Quantidade de entrada: 12 atletas
| Forma de qualificação                         | Nº de atletas | Atletas qualificadas        |
| --------------------------------------------- | ------------- | --------------------------- |
| Jogos Pan-Americanos Júnior de 2021           | 1             | CUB Yaritza Martínez        |
| Campeonato da NACAC de Atletismo de 2022      | 1             | USA Janee' Kassanavoid      |
| Jogos Sul-Americanos de 2022                  | 1             | VEN Rosa Rodríguez          |
| Jogos Centro-Americanos e do Caribe de 2023   | 1             | JAM Erica Belvit            |
| Campeonato Sul-Americano de Atletismo de 2023 | 1             | COL Mayra Alexandra Gaviria |
| Classificação Pan-Americana                   | 7             |                             |
| Total                                         | 12            |                             |

#### Lançamento de dardo feminino
Quantidade de entrada: 12 atletas
| Forma de qualificação                         | Nº de atletas | Atletas qualificadas      |
| --------------------------------------------- | ------------- | ------------------------- |
| Jogos Pan-Americanos Júnior de 2021           | 1             | ECU Juleisy Angulo        |
| Campeonato da NACAC de Atletismo de 2022      | 1             | USA Kara Winger           |
| Jogos Sul-Americanos de 2022                  | 1             | COL Flor Ruiz             |
| Jogos Centro-Americanos e do Caribe de 2023   | 1             | COL Maria Lucelly Murillo |
| Campeonato Sul-Americano de Atletismo de 2023 | 1             | BRA Jucilene de Lima      |
| Classificação Pan-Americana                   | 7             |                           |
| Total                                         | 12            |                           |

## Eventos combinados

### Decatlo masculino
Quantidade de entrada: 16 atletas
| Forma de qualificação                         | Nº de atletas | Atletas qualificados      |
| --------------------------------------------- | ------------- | ------------------------- |
| Jogos Pan-Americanos Júnior de 2021           | 1             | BRA José Fernando Santana |
| Campeonato da NACAC de Atletismo de 2022      | 0             | -                         |
| Jogos Sul-Americanos de 2022                  | 1             | BRA Felipe dos Santos     |
| Jogos Centro-Americanos e do Caribe de 2023   | 1             | PUR Ayden Owens-Delerme   |
| Campeonato Sul-Americano de Atletismo de 2023 | 1             | CHI Santiago Ford         |
| Classificação Pan-Americana                   | 12            |                           |
| Total                                         | 16            |                           |

### Heptatlo feminino
Quantidade de entrada: 16 atletas
| Forma de qualificação                         | Nº de atletas | Atletas qualificadas            |
| --------------------------------------------- | ------------- | ------------------------------- |
| Jogos Pan-Americanos Júnior de 2021           | 1             | CUB Marys Patterson             |
| Campeonato da NACAC de Atletismo de 2022      | 0             | -                               |
| Jogos Sul-Americanos de 2022                  | 1             | COL Martha Araujo               |
| Jogos Centro-Americanos e do Caribe de 2023   | 1             | PUR Alysbeth Felix              |
| Campeonato Sul-Americano de Atletismo de 2023 | 1             | BRA Tamara Alexandrino de Sousa |
| Classificação Pan-Americana                   | 12            |                                 |
| Total                                         | 16            |                                 |

## Eventos de revezamento
Cada CON convidado poderá inscrever no máximo 2 (dois) competidores para participar apenas de cada corrida de revezamento. Para o revezamento 4 × 400 m misto devem inscrever 1 mulher e 1 homem. Os outros 4 (quatro) integrantes de cada equipe de revezamento com no máximo 6 (seis) atletas (4 × 100 m, 4 × 400 m e misto 4 × 400 m) deverão ser inscritos em prova individual.

### Revezamento 4 x 100 m masculino
Quantidade de entrada: 12 equipes
| Forma de qualificação                         | Nº de atletas | Equipes qualificadas                     |
| --------------------------------------------- | ------------- | ---------------------------------------- |
| Campeonato da NACAC de Atletismo de 2022      | 2             | USA Estados Unidos TTO Trinidad e Tobago |
| Jogos Sul-Americanos de 2022                  | 2             | VEN Venezuela PAR Paraguai               |
| Jogos Centro-Americanos e do Caribe de 2023   | 2             | DOM República Dominicana COL Colômbia    |
| Campeonato Sul-Americano de Atletismo de 2023 | 2             | BRA Brasil ARG Argentina                 |
| Classificação Pan-Americana                   | 4             |                                          |
| Total                                         | 12            |                                          |

### Revezamento 4 x 400 m masculino
Quantidade de entrada: 12 equipes
| Qualification standard                        | No. of teams | Equipes qualificadas               |
| --------------------------------------------- | ------------ | ---------------------------------- |
| Campeonato da NACAC de Atletismo de 2022      | 2            | USA Estados Unidos JAM Jamaica     |
| Jogos Sul-Americanos de 2022                  | 2            | VEN Venezuela BRA Brasil           |
| Jogos Centro-Americanos e do Caribe de 2023   | 2            | TTO Trinidad e Tobago BAR Barbados |
| Campeonato Sul-Americano de Atletismo de 2023 | 2            | ARG Argentina COL Colômbia         |
| Classificação Pan-Americana                   | 4            |                                    |
| Total                                         | 12           |                                    |

### Revezamento 4 x 100 m feminino
Quantidade de entrada: 12 equipes
| Forma de qualificação                         | Nº de atletas | Equipes qualificadas           |
| --------------------------------------------- | ------------- | ------------------------------ |
| Campeonato da NACAC de Atletismo de 2022      | 2             | USA Estados Unidos BAH Bahamas |
| Jogos Sul-Americanos de 2022                  | 2             | COL Colômbia CHI Chile         |
| Jogos Centro-Americanos e do Caribe de 2023   | 2             | CUB Cuba TTO Trinidad e Tobago |
| Campeonato Sul-Americano de Atletismo de 2023 | 2             | BRA Brasil ARG Argentina       |
| Classificação Pan-Americana                   | 4             |                                |
| Total                                         | 12            |                                |

### Revezamento 4 x 400 m feminino
Quantidade de entrada: 12 equipes
| Forma de qualificação                         | Nº de atletas | Equipes qualificadas              |
| --------------------------------------------- | ------------- | --------------------------------- |
| Campeonato da NACAC de Atletismo de 2022      | 2             | USA Estados Unidos JAM Jamaica    |
| Jogos Sul-Americanos de 2022                  | 2             | COL Colômbia BRA Brasil           |
| Jogos Centro-Americanos e do Caribe de 2023   | 2             | CUB Cuba DOM República Dominicana |
| Campeonato Sul-Americano de Atletismo de 2023 | 2             | CHI Chile ECU Equador             |
| Classificação Pan-Americana                   | 4             |                                   |
| Total                                         | 12            |                                   |

### Revezamento 4 x 400 m misto
Quantidade de entrada: 8 equipes
| Forma de qualificação                         | Nº de atletas | Equipes qualificadas              |
| --------------------------------------------- | ------------- | --------------------------------- |
| Campeonato da NACAC de Atletismo de 2022      | 2             | USA Estados Unidos JAM Jamaica    |
| Jogos Sul-Americanos de 2022                  | 2             | BRA Brasil ECU Equador            |
| Jogos Centro-Americanos e do Caribe de 2023   | 2             | DOM República Dominicana CUB Cuba |
| Campeonato Sul-Americano de Atletismo de 2023 | 2             | COL Colômbia PAR Paraguai         |
| Total                                         | 8             |                                   |